# Oblężenie Almeidy
Oblężenie Almeidy – starcie zbrojne, które miało miejsce w dniach 25–27 sierpnia 1810 roku w czasie trwania kampanii portugalskiej armii napoleońskiej. Miasteczko Almeida położone jest we wschodniej Portugalii, w pobliżu granicy z Hiszpanią.  
Leżąca na głównym trakcie łączącym Ciudad Rodrigo z Lizboną niewielka forteczka znalazła się na obszarze działania 65-tysięcznej armii francuskiej dowodzonej przez marszałka André Massénę podczas trzeciej inwazji Portugalii. Licząca 50 tysięcy ludzi anglo-portugalska armia generała Wellingtona była zbyt słaba, by próbować przeszkodzić ewentualnej próbie jej zdobycia.

## Siły przeciwników
Wkrótce po zdobyciu Ciudad Rodrigo 16-tysięczny korpus francuski podszedł pod miasto, rozpoczynając 25 sierpnia oblężenie. Głównodowodzący, marszałek Michel Ney, miał do dyspozycji 14 000 piechoty, 1 000 kawalerii i 1 000 artylerzystów ze 100 działami. Dowodzący obroną brytyjski generał William Cox miał do swej dyspozycji 5-tysięczny portugalski garnizon, w tym trzy bataliony źle wyszkolonej milicji i szwadron jazdy. Na murach rozstawiono około stu różnej jakości dział. Twierdza była dobrze przygotowana do oblężenia, a Francuzi odczuwali braki w zaopatrzeniu, bowiem armia Wellingtona ogołociła kraj ze wszystkiego.

## Przebieg działań
O losach oblężenia zdecydował przypadek. Gdy artyleria francuska rozpoczęła 26 sierpnia ostrzał miasta, któryś z pocisków trafił wprost w główny magazyn amunicji. Nastąpiła potężna eksplozja, w wyniku której śmierć poniosło 600, a rannych zostało 300 dalszych obrońców. Zamek, gdzie znajdował się skład amunicji, przestał istnieć, a ponadto zawalił się fragment umocnień pozwalając na zdobycie miasta szturmem. Nie mogąc – z braku prochu – odpowiadać na ostrzał francuskich dział i naciskany przez załogę Cox był zmuszony poddać się następnego dnia wraz z resztą garnizonu i wszystkimi działami. Francuzi stracili w czasie działań 58 zabitych i 320 rannych.
W czasie oblężenia miała miejsce bitwa nad rzeką Côa. Wkrótce miało dojść także do bitwy pod Buçaco.